# هال داوني
هال داوني (بالإنجليزية: Hal Downey)‏ هو عالم وظائف الأعضاء أمريكي، ولد في 1877، وتوفي في 1959.